# Kinbane Castle

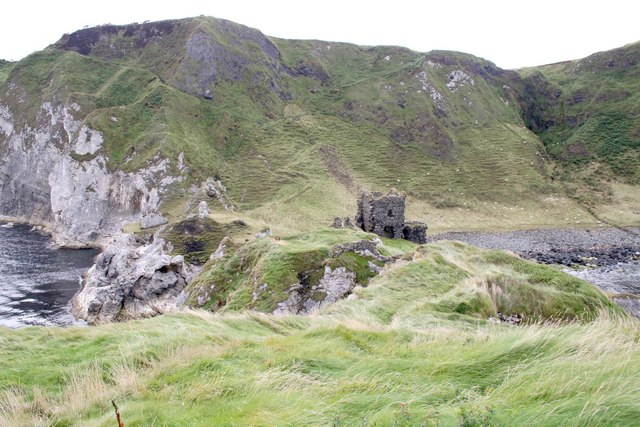
Kinbane Castle bei Tageslicht

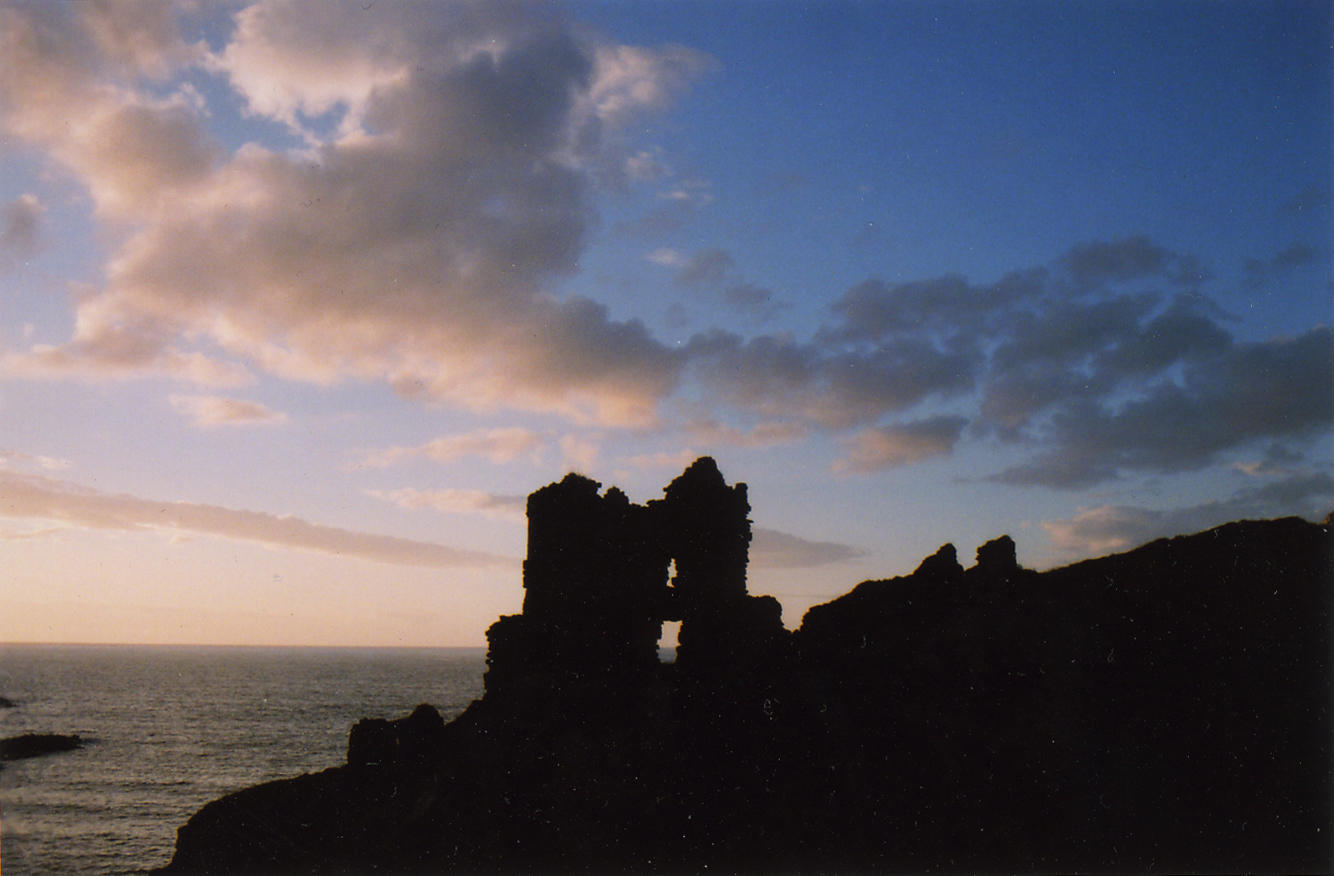
Kinbane Castle in der Dämmerung

Kinbane Castle (irisch Caisleán Ceinn Bán, auch White Head Castle, Kenbane Castle) ist eine Burgruine auf einem langen, schmalen Kalksteinkap, etwa 5 km entfernt von Ballycastle auf der Straße nach Ballintoy im nordirischen County Antrim. Der Name „Kinbane“ bedeutet im Deutschen „weißes Kap“ und bezieht sich auf den weißen Kalksteinfelsen, auf dem die Burgruine steht. Von der ursprünglichen Burg ist nicht viel übrig geblieben und der Pfad dort hinauf ist eng und stark gestuft. Kinbane Castle ist ein State Care Historic Monument im Townland von Cregganboy (An Creagán Buí) im District Causeway Coast and Glens. Die Gegend um Kinbane Castle ist Scheduled Monument. Von dort bietet sich auch ein spektakulärer Ausblick auf die Insel Rathlin und das eisenzeitliche Dunagregor Fort.

## Geschichte
Eine zweistöckige Burg ließ 1547 Colla Mac Domhnaill (anglis. Colla MacDonnell), der Bruder von Somhairle Buidhe Mac Domhnaill (Sorley Boy MacDonnell), bauen. Es gab einen großen Hof und man fand auch Spuren anderer Gebäude, vermutlich aus Holz. 1551 wurde die Burg von englischen Streitkräften unter Lord Deputy James Croft im Zuge einer Expedition gegen die MacDonnells belagert. Bei einer weiteren Belagerung durch englische Truppen 1555 wurde die Burg durch Kanonenfeuer teilweise zerstört. Colla Mac Domhnaill ließ sie danach wieder aufbauen und starb dort 1558.
Das Dickicht unterhalb der Burg heißt Lag na Sasanach (dt.: „Dickicht der Engländer“) und es geschah angeblich im 16. Jahrhundert, dass eine Garnison englischer Soldaten, die dort die Burg belagerten, eingekesselt und massakriert wurden. Feuer, die am Kap als Hilferuf entzündet wurden, wurden von den Clans beantwortet, die von allen Seiten kamen und die Garnison umzingelten.
Somhairle Buidhe Mac Domhnaill tauschte die Burg gegen ein anderes Anwesen in Colonsay mit Giolla Easpuig Mac Domhnaill, dem Sohn von Colla Mac Domhnaill. Die Burg wurde dann Eoin Mac Eoin Duibh Mac Alastair (Owen MacEoin Dubh MacAlister, 2. of Loup), Chef des MacAllister-Clans, als Belohnung für seine Dienste und seine Loyalität gegenüber dem MacDonnell-Clan angeboten. Eoin Mac Eoin Duibh Mac Alastair wurde 1571 bei einem Scharmützel mit der Garnison von Carrickfergus getötet, als er Seite an Seite mit Somhairle Buidhe kämpfte.
Die Burg verblieb in den Händen der Nachkommen der MacAllisters von Kenbane bis ins 18. Jahrhundert.